# Наноелектромеханічні системи

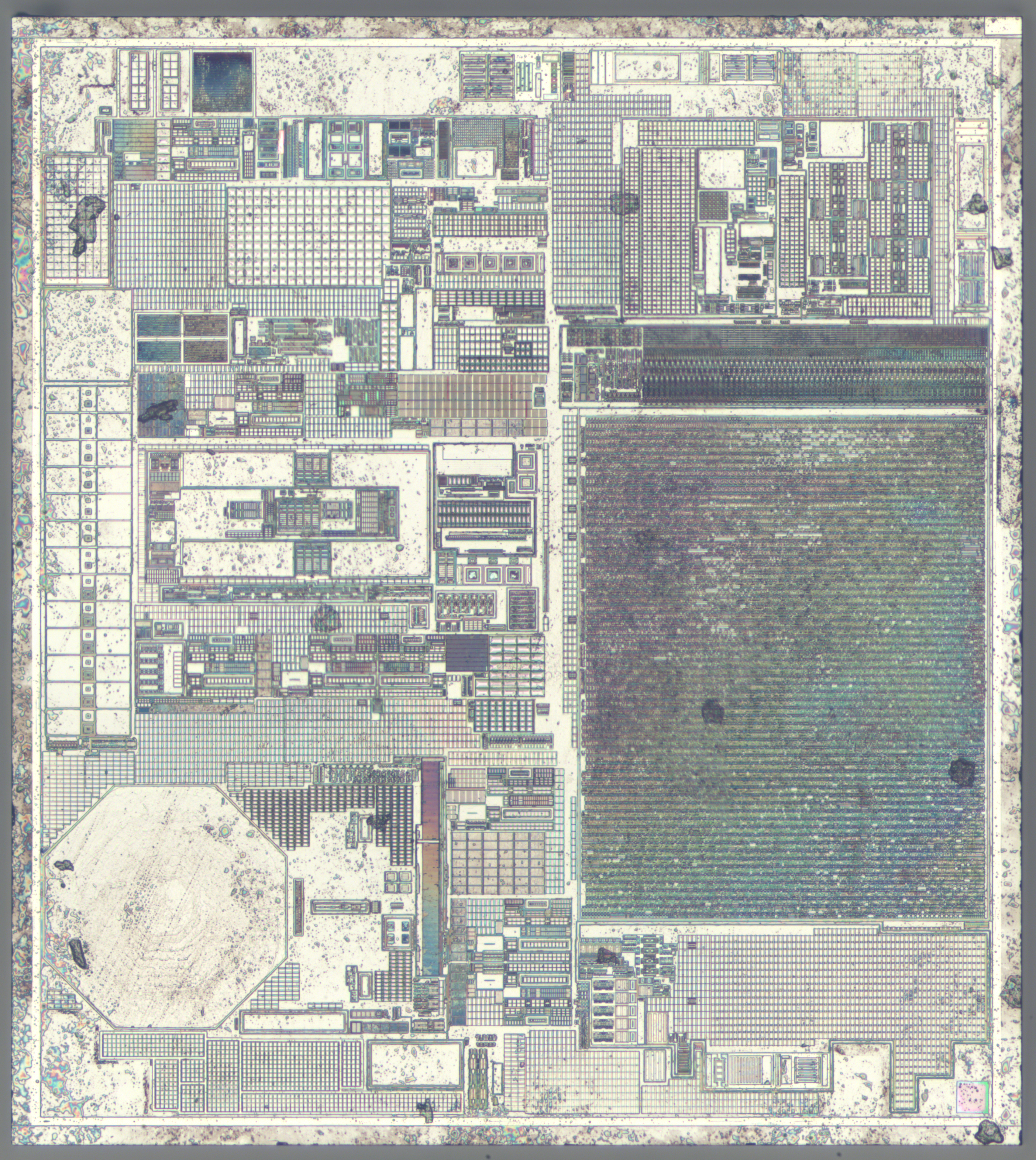
SiTime SiT8008 - це програмований генератор, що досягає кварцової точності з високою надійністю та низькою чутливістю. Нанорозмірні транзистори (лівий бік) та нанорозмірні механічні компоненти (праворуч) вбудовані на один і той же чип.

Наноелектромехані́чні систе́ми або НЕМС — пристрої та технології, що поєднують в собі електронні і механічні компоненти розміром до 100 нм. 

## Основні параметри
Наноелектромеханічні системи є наступним кроком мінітюарізаціі для мікроелектромеханічних систем.
НЕМС використовуються як високочастотні осцилятори (до 10 ГГц), наномотори і модулятори.
Як матеріали для виготовлення НЕМС широко використовуються графен і вуглецеві нанотрубки.

## Сучасний стан
На початку ХХІ ст., наноелектромеханічні системи можуть виготовлятися як методами зверху-вниз, до яких відносяться традиційні методи мікроелектроніки (оптична та електронно-променева літографія), так і методами знизу-вгору, такими як молекулярне розпізнавання і самоскладання.